# 気仙沼市立鹿折小学校
気仙沼市立鹿折小学校（けせんぬましりつ ししおりしょうがっこう）は、宮城県気仙沼市西八幡町にある公立小学校。通称「鹿小（しししょう）」。

## 概要
2008年（平成20年）、ユネスコスクールに加盟。2020年（令和2年）4月から気仙沼市教育課程特例校の指定を受け海洋教育課程を編成している。

## 沿革

### 略歴
1873年（明治6年）に浪板の千葉宅に浦島小学校として開校する。その後、2度の移転と6回の校名改称を経て、1953年（昭和28年）に現在の校名「気仙沼市立鹿折小学校」に改称する。2013年（平成25年）、浦島小学校を統合。2015年（平成27年）には白山（はくさん）小学校を統合する。2023年（令和5年）4月20日には開校150周年を迎えた。

### 年表
- 1873年（明治6年）：浦島小学校と称し、浪板の千葉家に開校[3]。
- 1881年（明治14年）：小々汐に移転[4]。
- 1883年（明治16年）：鹿折初等中等小学校に改称し、鹿折中央部に移転[3]。白山小学校を白山分教場に移行[5]。浦島分教場を開設[6]。
- 1889年（明治22年）：現在地に校舎を落成し、移転[4]。村立鹿折尋常小学校に改称[3]。
- 1897年（明治30年）：校舎狭隘につき、鹿折村役場にて分散授業を開始[7]。
- 1907年（明治40年）：高等科を併置し、村立鹿折尋常高等小学校に改称[3]。
- 1941年（昭和16年）：国民学校令施行により、鹿折国民学校に改称[3]。
- 1947年（昭和22年）
  - 4月：学制改革により、鹿折村立鹿折小学校に改称[3]。鹿折中学校を併設[8]。
  - 児童保護者会（現在のPTA）を結成[9]。
- 1948年（昭和23年）：横山一之図案による校章を制定[3]。
- 1950年（昭和25年）4月1日：浦島分校が浦島小学校として分離独立[10]。
- 1951年（昭和26年）
  - 4月1日：町制施行により、鹿折町立鹿折小学校に改称[3]。
  - 屋内体育館を落成[11]。
- 1953年（昭和28年）
  - 白山分校が白山小学校として分離独立[3]。
  - 校歌を制定[3]。
  - 6月1日：気仙沼市への合併により、気仙沼市立鹿折小学校に改称。
- 1954年（昭和29年）：校旗を樹立[3]。
- 1962年（昭和37年）：火災により校舎が半焼[12]。
- 1964年（昭和39年）
  - 4月：特殊学級「たんぽぽ学級」を開設[13]。
  - 新校舎を落成[12]。
- 1965年（昭和40年）1月：共同調理場を設置し、完全給食を開始[14]。
- 1974年（昭和49年）：東校舎を落成[12]。
- 1977年（昭和52年）：西校舎を落成[12]。
- 1979年（昭和54年）：校木「いとひば」を選定[3]。
- 2008年（平成20年）：ユネスコスクールに加盟[15]。
- 2010年（平成22年）：新校舎を落成[3]。
- 2011年（平成23年）：東日本大震災により校舎1階が被災。新体育館を落成[3]。
- 2013年（平成25年）
  - 4月1日：浦島小学校を統合[3]。
  - 校舎・新体育館の落成式を開催[3]。
- 2014年（平成26年）
  - 震災プレートを設置（PTA寄贈）[3]。
  - 石碑（校門）を建立（PTA寄贈）[3]。
- 2015年（平成27年）4月1日：白山小学校を統合[3]。
- 2020年（令和2年）4月：気仙沼市教育課程特例校の指定を受け、海洋教育課程を編成[3]。

## 校歌
- 作詞：巽聖歌
- 作曲：海鋒義美

出典：

## 学校行事
| - 4月 入学式、1学期始業式 - 5月 - 6月 | - 7月 1学期終業式 - 8月 2学期始業式 - 9月 | - 10月 - 11月 - 12月 2学期終業式 | - 1月 3学期始業式 - 2月 - 3月 6年生を送る会、卒業式、修了式、離任式 |

## 通学区域
- 気仙沼市
  - 栄町区・新浜町1区・新浜町2区・浜町区・錦町区・みなと区・中みなと町2区・西みなと町区・西八幡町区・西中才区・日の口1区・日の口2区・両沢区・東中才1区・東中才2区・東中才3区・東八幡区・浪板1区・浪板2区・大浦区・小々汐区・梶ヶ浦区・鶴ヶ浦区

出典：

## 進学先中学校
- 気仙沼市立鹿折中学校[16]

## 学区内の主な施設
- 鹿折こども園・鹿折児童館
- 気仙沼市市民福祉センター やすらぎ
- 気仙沼鹿折郵便局
- 東中才簡易郵便局
- 大浦簡易郵便局

## 交通
- 市民バス鹿折金山線、「鹿折小学校」停留所から徒歩約1分